# Eupithecia saphenes
Eupithecia saphenes là một loài bướm đêm trong họ Geometridae.